# كليفورد جوي روجرز
كليفورد جوي روجرز (بالإنجليزية: Clifford Joy Rogers)‏ هو سياسي أمريكي، ولد في 20 ديسمبر 1897 في كلاريون في الولايات المتحدة، وتوفي في 18 مايو 1962. نشط حزبياً في الحزب الجمهوري. وقد انتخب حاكم وايومنغ ‏ (3 يناير 1953 – 3 يناير 1955).

## وصلات خارجية
- كليفورد جوي روجرز على موقع إن إن دي بي (الإنجليزية)